# Özlem Özgül Dündar

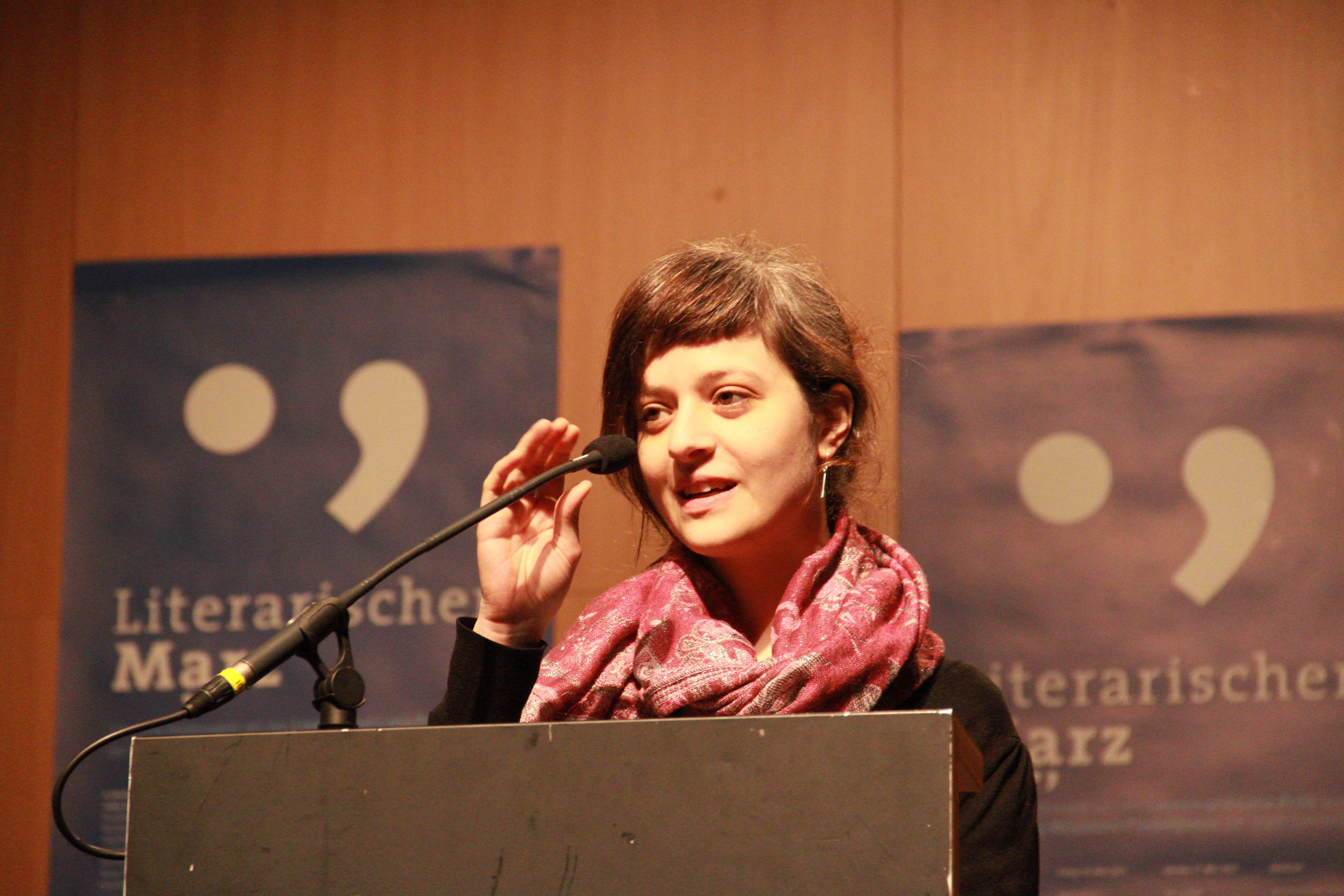
Özlem Özgül Dündar bei der Preislesung zum Wolfgang-Weyrauch-Förderpreis 2015

Özlem Özgül Dündar (* 1983 in Solingen) ist eine deutsche Autorin und Übersetzerin.

## Leben und Werk
Özlem Özgül Dündar studierte in Wuppertal Literatur und Philosophie. Im Rahmen des Studiums hatte sie mehrere Auslandsaufenthalte in Irland, in der Türkei und in Paris. 2008 und 2009 war sie als freie Mitarbeiterin für die Zeitschrift Federwelt tätig. Zur Entwicklung ihres literarischen Schreibens nahm sie 2010 bis 2011 an der Darmstädter Textwerkstatt unter Kurt Drawert teil. Seit Oktober 2014 studierte sie am Deutschen Literaturinstitut Leipzig.
Özlem Özgül Dündar übersetzt Lyrik aus dem Türkischen, es liegen zwei von ihr übersetzte Bände vor. Ihre eigenen Werke wurden vielfach in Literaturzeitschriften (z. B. außer.dem, Dreischneuß, Zeichen & Wunder) und Anthologien veröffentlicht. Özlem Özgül Dündar schreibt vorwiegend Lyrik und Dramen. Ihre szenischen Stücke führt Özlem Özgül Dündar mit ihren künstlerischen Kollektiven GID, Kaltsignal und Kanak Attak Leipzig auf. Dündar erhielt mehrfach Stipendien und Preisnominierungen. 2015 wurde sie mit dem Wolfgang-Weyrauch-Förderpreis und dem Retzhofer Dramapreis ausgezeichnet. 2018 wurde Özlem Özgül Dündar mit ihrem Text und ich brenne auf Vorschlag von Insa Wilke zu den Tagen der deutschsprachigen Literatur nach Klagenfurt eingeladen, wo sie mit dem Kelag-Preis ausgezeichnet wurde. 2019 erhielt Dündar ein Stipendium als Dorfschreiberin der Gemeinde Eisenbach (Hochschwarzwald) und verbrachte drei Monate vor Ort. Ihr Hörspiel türken, feuer wurde von der Deutschen Akademie der Darstellenden Künste als Hörspiel des Monats April und in der Folge als Hörspiel des Jahres 2020 ausgezeichnet.

## Rezeption
„Gedanken zerren ist das fabelhafte Debüt einer Autorin, die eine Menge zu sagen hat und von der man hoffentlich noch viel hören wird.“ (Matthias Ehlers)

## Publikationen

### Lyrik
- 2018: Gedanken Zerren. Elif Verlag, Nettetal, ISBN 978-3-946989-07-3.

### Hörspiel
- 2019: Guter Rat. Dokumentarische Serie um die Entstehung des Grundgesetzes, Folge 7: Deutschland in Europa, Folge 8: Das Wahlrecht, Regie: Petra Feldhoff (WDR)[9], Hörspiel des Monats Mai
- 2020: türken, feuer, Regie: Claudia Johanna Leist, Komposition: Schneider TM (WDR), Hörspiel des Jahres
- 2024: an grenzen, Regie: Claudia Johanna Leist, Komposition: Schneider TM (WDR)[10]

### Übersetzungen
- 2014: Hilmi Yavuz: wenn die zeit kommt. Elif Verlag, Nettetal.
- 2018: Lâle Müldür: Übersetzungen ausgewählter Gedichte aus dem Türkischen. Elif Verlag, Nettetal.

### Herausgaben
- 2017: Yevgeniy Breyger, Özlem Özgül Dündar, Alexander Kappe, Ronya Othmann, Sibylla Hausmann, Saskia Warzecha (Hrsg.): Ansicht der leuchtenden Wurzeln von unten : Lyrik aus den deutschsprachigen Literaturinstituten. Mit einem Nachwort von Michael Braun, Poetenladen, Leipzig, ISBN 978-3-940691-79-8
- 2019: Özlem Özgül Dündar, Ronya Othmann, Mia Göhring, Lea Sauer (Hrsg.), FLEXEN. Flâneusen* schreiben Städte (darin auch Gedichte von Ronya Othmann), Verbrecher Verlag, Berlin, ISBN 978-3-95732-406-1

## Preise und Stipendien
- 2010 nominiert für den Düsseldorfer Förderpreis
- 2011 Merck-Stipendium in Darmstadt
- 2014 Stipendiatin beim deutsch-türkischen Übersetzungsprojekt des Goethe-Instituts in Istanbul
- 2014 Finalistin beim 22. Open Mike
- 2015 Wolfgang-Weyrauch-Förderpreis 2015[11]
- 2015 Retzhofer Dramapreis für das Stück Jardin d’Istanbul[12]
- 2017 Arbeitsstipendium des Landes Nordrhein-Westfalen
- 2018 Kelag-Preis bei den 42. Tagen der deutschsprachigen Literatur
- 2018 Rolf-Dieter-Brinkmann-Stipendium
- 2019 Alfred-Müller-Felsenburg-Preis
- 2020 Hörspiel des Jahres für türken, feuer
- 2021 Stipendiatin der Casa Baldi[13]